# 吉爾福德鎮區 (明尼蘇達州瓦巴沙縣)
吉爾福德鎮區（英語：Gillford Township）是位於美國明尼蘇達州瓦巴沙縣的一個行政鎮區，於1858年設立。

## 地方資料
吉爾福德鎮區的面積為91.78平方千米，當中陸地面積為91.52平方千米，而水域面積為0.26平方千米。根據2020年美國人口普查的數據，當地共有人口507人，而人口密度為每平方千米5.52人。